# Sidney Patterson
Sidney "Sid" Philip Patterson, även kallad "Patto", född den 14 augusti 1927 i Moonee Ponds (en förort till Melbourne), död den 29 november 1999 i Albert Park (också detta en förort till Melbourne), var en australisk bancyklist. Han representerade Australien vid Olympiska spelen i London 1948 där han kom på sjätte plats i kilometerloppet och deltog i lagförföljelseloppet (utslagna i kvartsfinal av Uruguay). Som amatör blev Patterson sedan världsmästare i sprint 1949 och i individuellt förföljelselopp 1950, varefter han blev professionell 1951 och som sådan tog två världsmästartitlar till i individuellt förföljelselopp, 1952 och 1953. Under karriären vann han 16 sexdagarslopp med olika partners.
Sid Patterson utsågs till "Ärets idrottsman" 1949 och valdes in i Sport Australia Hall of Fame 1985.
1999 drabbades Patterson av cancer och han avled en månad efter att diagnosen fastställts.

## Meriter – bana

### Amatör
| 1948 2:a i individuellt förföljelselopp vid Världsmästerskapen 6:a i kilometerlopp vid Olympiska spelen 1949 Världsmästare i sprint | 1950 Världsmästare i individuellt förföljelselopp 2:a i sprint vid Världsmästerskapen |

### Professionell

#### Världsmästerskap
| 1951 3:a i sprint vid Världsmästerskapen 1952 Världsmästare i individuellt förföljelselopp 2:a i sprint vid Världsmästerskapen 1953 Världsmästare i individuellt förföljelselopp | 1954 2:a i individuellt förföljelselopp vid Världsmästerskapen 1955 2:a i individuellt förföljelselopp vid Världsmästerskapen 2:a i sprint vid Världsmästerskapen |

#### Sexdagarslopp
| 1954/1955 Vinnare av Århus sexdagars med Alfred Strom Vinnare av Paris sexdagars med Reginald Arnold och Russell Mockridge 3:a i Köpenhamns sexdagars med Alfred Strom 1955/1956 3:a i Berlins sexdagars (oktober) med Rik Van Steenbergen 1958/1959 Vinnare av Melbournes sexdagars med Keith Reynolds Vinnare av Sydneys sexdagars med Peter Brotherton 1959/1960 Vinnare av Sydneys sexdagars med Peter Panton 1960/1961 3:a i Dortmunds sexdagars med Reginald Arnold 1961/1962 Vinnare av Melbournes sexdagars med Ronald Grenda Vinnare av Newcastles sexdagars med Bob Jobson och John Tressider 2:a i Launcestons sexdagars med Barry Waddell 3:a i Perths sexdagars med Ronald Grenda 1962/1963 Vinnare av Melbournes sexdagars med Ronald Grenda Vinnare av Newcastles sexdagars med Dick Tressider Vinnare av Townsvilles sexdagars med Barry Lowe 2:a i Sydneys sexdagars med Orazio Damico och Nino Solari 2:a i Adelaides sexdagars med David Patterson 2:a i Maryboroughs sexdagars med Rocky Maher | 1963/1964 Vinnare av Adelaides sexdagars med Nino Solari Vinnare av Perths sexdagars med John Young 3:a i Melbournes sexdagars med John Young 3:a i Launcestons sexdagars med Ronald Murray 1964/1965 2:a i Melbournes sexdagars med Warwick Dalton 1965/1966 Vinnare av Whyallas sexdagars med Robert Ryan 2:a i Launcestons sexdagars med Ronald Grenda 1966/1967 Vinnare av Adelaides sexdagars med Charlie Walsh Vinnare av Launcestons sexdagars med Graeme Gilmore Vinnare av Maryboroughs sexdagars med Barry Waddell 2:a i Melbournes sexdagars med Leandro Faggin 1967/1968 3:a i Melbournes sexdagars med Palle Lykke Jensen 3:a i Launcestons sexdagars med Graeme Gilmore 3:a i Madrids sexdagars med Ron Baensch |

#### Övriga tävlingar
| 1951 2:a i Köpenhamns Grand Prix 3:a i Grand Prix de Paris 1952 2:a i Köpenhamns Grand Prix 1953 3:a i Köpenhamns Grand Prix | 1955/1956 3:a i madison med Reginald Arnold vid Europamästerskapen 1962 Vinnare av Austral Wheel Race 1964 Vinnare av Austral Wheel Race |

## Meriter – landsväg
1959
2:a i linjelopp vid Australiska mästerskapen
1964
3:a i linjelopp vid Australiska mästerskapen